# Lachín
Lachín (en azerí: Laçın, (listen)ⓘ, tdl. ‘halcón’; en kurdo: Laçîn; en armenio: Լաչին), conocida como Berdzor (en armenio: Բերձոր) mientras estuvo bajo control armenio, es una localidad de Azerbaiyán, capital del raión homónimo, que se sitúa en el corredor del mismo nombre que conecta Armenia con el Alto Karabaj. El pueblo estuvo bajo la supervisión de la fuerza de mantenimiento de la paz rusa tras el acuerdo de alto el fuego que puso fin a la segunda guerra del Alto Karabaj, pero el 25 de agosto de 2022 Lachín y sus alrededores fueron entregados a Azerbaiyán al haberse completado la carretera alternativa para suplir el corredor de Lachín.
Según el orden "Sobre el establecimiento de días de las ciudades en los territorios de la República de Azerbaiyán liberados de la ocupación" firmado en julio de 2023 por el presidente de Azerbaiyán İlham Əliyev cada año el 26 de agosto se celebrará solemnemente como día de la ciudad de Lachin.

## Geografía
Se encuentra a una altitud de 1094 m sobre el nivel del mar, pintorescamente construida en la ladera de una montaña en la margen izquierda del río Hakari. 

## Historia
En las cuevas que rodean la ciudad se han encontrado inscripciones cuneiformes que datan del período de Urartu. El área fue mencionada por primera vez por fuentes armenias como Berdadzor (en armenio: Բերդաձոր), un cantón de la histórica provincia de Artsaj en la Gran Armenia; se transcribió alternativamente como Beradzor, Berdzor o Berdzork. El reputado autor Movsés Kaghankatvatsi menciona un llamado caballo de Berdzor supuestamente autóctono de la región, al igual que Makar Barjudaryan, un obispo apostólico, viajero, erudito y etnógrafo de Shusha. Durante el período medieval, la ciudad de Berdzor fue mencionada como parte de la provincia de Artsaj dentro del dominio del reino bagrátida de Armenia.
El secretario privado de Jalal ad-Din Mingburnu, Shihab ad-Din an-Nasawi, se refirió al asentamiento como Berdadzor y con un nuevo nombre, Kaladara.
Berdzor tuvo sus propios melicatos locales durante los siglos XV-XVII y cayó bajo la jurisdicción del melicato armenio de Kashatag. El asentamiento armenio de Berdzor finalmente fue abandonado y tras el desplazamiento de la población armenia, la zona fue repoblada con tribus kurdas. El asentamiento moderno se construyó con las piedras del antiguo asentamiento armenio.
La ciudad también se conocía anteriormente como Abdallar, en honor a la tribu túrquica abdal. En 1914, Abdallar era un pequeño pueblo relativamente insignificante de unos 124 kurdos. Se le otorgó el estatus de ciudad en 1923 y luego se le cambió el nombre a Lachín (un nombre turco que significa halcón) en 1926.
A principios de la década de 1920, la carta de Vladimir Lenin a Nariman Narimanov "había dado a entender que Lachín se incluiría en Azerbaiyán, pero las autoridades de Bakú y Ereván recibieron promesas que eran inevitablemente contradictorias".

### Kurdistán rojo
El 7 de julio de 1923, la ciudad de Lachín se convirtió en el centro administrativo del uyezd de Kurdistán de la RSS de Azerbaiyán, a menudo conocido como Kurdistán Rojo. Se disolvió el 8 de abril de 1929 y con él se cerraron las escuelas y los periódicos kurdos.
El 30 de mayo de 1930, el okrug de Kurdistán reemplazó al uyezd. Incluía el territorio del antiguo uyezd de Kurdistán, así como el distrito de Zangilan y una parte del distrito de Dzhebrail. El okrug, como el uyezd anterior, se fundó para atraer a los kurdos más allá de las fronteras soviéticas en Irán y Turquía, pero el Ministerio de Relaciones Exteriores soviético finalmente protestaría por esta política debido a su efecto negativo en las relaciones con Turquía e Irán. Debido a estas preocupaciones, el okrug fue abolido menos de un mes después de su fundación, el 23 de julio de 1930.
A fines de la década de 1930, las autoridades soviéticas deportaron a Kazajistán a la mayoría de la población kurda local, así como a gran parte de los kurdos de otras partes de Azerbaiyán y Armenia. Para su población kurda, la ciudad era conocida como Laçîn.

### Primera guerra del Alto Karabaj y ocupación armenia

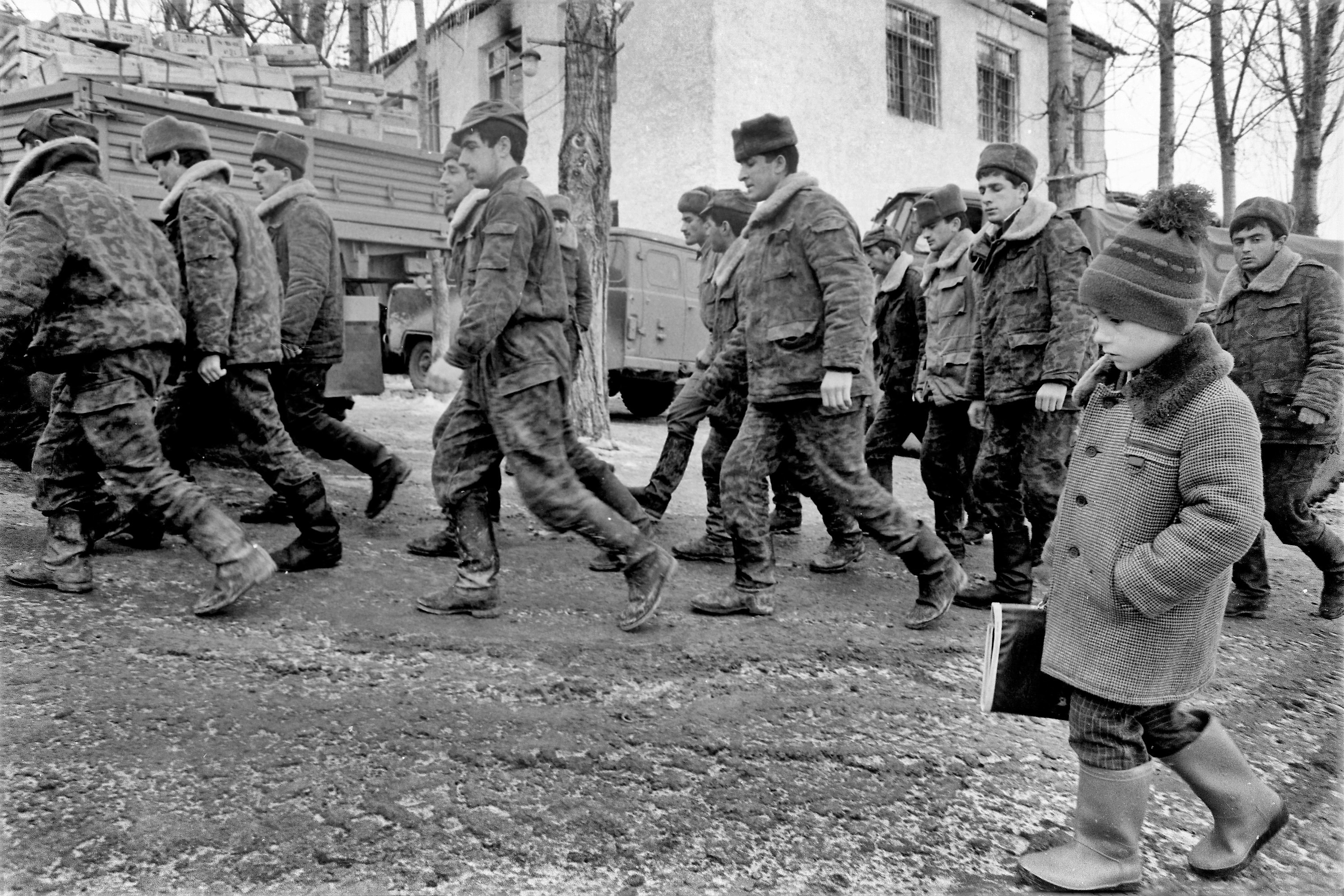
Soldados azeríes durante la primera guerra del Alto Karabaj

La ciudad y el interior de Lachín fueron el lugar de intensos combates durante la primera guerra del Alto Karabaj (1990-1994). Durante mayo de 1992, una ofensiva armenia capturó la ciudad; como resultado, Lachín se convirtió en un vínculo estratégico entre Armenia y la región del Alto Karabaj: el corredor de Lachín.  Los cuerpos desfigurados de civiles armenios asesinados por soldados azerbaiyanos en 1992 fueron descubiertos cerca de Lachín el 28 de mayo de 1993. Los civiles habían intentado huir del Alto Karabaj a Armenia y, según los informes, fueron masacrados por los Lobos Grises.
Tras la captura de la ciudad por las fuerzas armenias, fue saqueada e incendiada. La población, principalmente azerbaiyana, huyó y se convirtieron en desplazados internos. Los reporteros británicos fueron testigos de saqueos e incendios en Lachín, con camiones y automóviles llenos de muebles y utensilios domésticos saqueados que se trasladaban a Armenia, y grandes convoyes que bloqueaban la carretera. Los saqueadores se llevaron todo lo de valor, incluido el ganado, antes de incendiar las casas. Un sargento armenio dijo a los periodistas británicos que el saqueo se debió a que los azerbaiyanos habían saqueado previamente 23 aldeas. Entre los saqueadores armenios también había civiles de Stepanakert, que había sido bombardeada por los azerbaiyanos durante ocho meses y había estado sin luz ni agua durante varias semanas. Un periodista canadiense que visitó la ciudad unos meses después señaló que "la destrucción es absoluta. Ningún edificio, ninguna casa, ninguna escuela, ninguna parada de autobús ha quedado sin cicatrices".
Desde 1992, Lachín fue administrado por la república de Artsaj como parte de su provincia de Kashatag. Artsaj repobló la ciudad atrayendo a armenios étnicos de Armenia y el Líbano. Según el periodista Onnik Krikorian, aunque las estadísticas oficiales afirmaban que el número de residentes armenios en Lachin era de 2200, la cifra real era alrededor de un cincuenta por ciento menos. Si bien algunos colonos eran refugiados de Azerbaiyán y Karabaj, así como de la diáspora, Krikorian escribió que la mayoría eran familias pobres de Armenia, atraídas por la promesa de tierra, ganado y beneficios sociales que promediaban 4.000 drams armenios (alrededor de diez dólares estadounidenses) por persona. niño. Krikorian también escribió que la población armenia estaba abandonando la región debido a la disminución de la financiación del gobierno y la incertidumbre sobre el estado de la región.
Los copresidentes del Grupo de Minsk de la OSCE señalaron que "Lachín ha sido tratado como un caso separado en negociaciones anteriores". El corredor de Lachín y el raión de Kalbayar habían estado en el centro de las demandas armenias durante las conversaciones de paz del Alto Karabaj con Azerbaiyán.
El 16 de junio de 2015, el Tribunal Europeo de Derechos Humanos dictó sentencia en el caso "Chiragov y otros contra Armenia", que se refería a las quejas de seis refugiados azerbaiyanos de etnia kurda de que no podían regresar a sus hogares y propiedades en el raión de Lachín, en Azerbaiyán, de donde se vieron obligados a huir en 1992 durante el conflicto armenio-azerbaiyano por el Alto Karabaj. El Tribunal confirmó que Armenia ejercía un control efectivo sobre el Alto Karabaj y los territorios circundantes y, por lo tanto, tenía jurisdicción de facto sobre el raión de Lachín. El tribunal también concluyó que la denegación del acceso a los hogares de los demandantes por parte del gobierno armenio constituía una injerencia injustificada en su derecho al respeto de su vida privada y familiar, así como de sus hogares.

### Segunda guerra del Alto Karabaj y reconstrucción
Tras el acuerdo de alto el fuego que puso fin a la guerra del Alto Karabaj de 2020, el raión de Lachín fue devuelto a Azerbaiyán el 1 de diciembre. Las fuerzas de paz rusas continuaron asegurando un paso seguro a través del corredor de Lachín pero, la situación poco clara e inestable en la región ha provocado que muchos armenios hayan evacuado la ciudad. El 1 de diciembre, las fuerzas de Azerbaiyán, con tanques y una columna de camiones, ingresaron al distrito, y el Ministerio de Defensa de Azerbaiyán publicó imágenes del distrito de Lachín. El 3 de diciembre, el Ministerio de Defensa de Azerbaiyán publicó imágenes de video de la ciudad de Lachín.
El alcalde armenio de Lachín, Narek Aleksanyan, primero pidió a la población de etnia armenia de la ciudad que evacuara. Sin embargo, más tarde Aleksanyan declaró que el acuerdo había sido cambiado y que Lachín, Sus y Zabuj, que se encuentran dentro del corredor de Lachín, no serían entregados a Azerbaiyán, instando a la población armenia a permanecer en sus hogares. A pesar de los llamados de Aleksanyan, la gran mayoría de los armenios en Lachin, así como los armenios-libaneses en Zabuj, huyeron de la región. El diputado azerbaiyano Zahid Oruj, presidente del Centro de Investigación Social, que está vinculado al gobierno de Azerbaiyán, negó que el distrito de Lachín no fuera entregado en su totalidad. Después del alto el fuego, solo unos 200 armenios permanecieron en el corredor de Lachín, con 100-120 de ellos en Lachín.
Según el presidente de Azerbaiyán, İlham Əliyev, se construirá un nuevo corredor en la región ya que el corredor de Lachín pasa por la ciudad de Lachín, y cuando este corredor esté listo, la ciudad será devuelta a la administración de Azerbaiyán, lo cual debería ocurrir en los tres años siguientes a la firma del acuerdo. Las autoridades de Azerbaiyán informaron sobre la construcción de una carretera de circunvalación alternativa de dos carriles de 23 km de largo sin entrada a Lachín. En agosto de 2022, a los residentes de Lachín, Zabuj y Sus, asentamientos a lo largo del corredor de Lachin, se les ha dicho que abandonen sus hogares antes del 25 de agosto, después de lo cual las ciudades serán entregadas a Azerbaiyán.
En abril de 2023 el gobierno de Azerbaiyán se puso en contacto con armenios locales con los cuáles acordaron la construcción de una carretera hacia Stepanakert, con lo cual retomaron la ciudad.

## Demografía
Según el "Calendario caucásico" de 1912, 111 personas vivían en el pueblo de Abdallar, en su mayoría kurdos; y en el censo de toda la URSS (1989), 7829 personas vivían en Lachín.
|              | 1939      | 1939       | 1979      | 1979       | 2015      | 2015       |
| Grupo étnico | Población | Porcentaje | Población | Porcentaje | Población | Porcentaje |
| ------------ | --------- | ---------- | --------- | ---------- | --------- | ---------- |
| Azeríes      | 858       | 80,7%      | 6019      | 99,1%      | -         | -          |
| Armenios     | 123       | 11,6%      | 19        | 0,3%       | 2190      | 100%       |
| Rusos        | 68        | 6,4%       | 10        | 0,2%       | -         | -          |
| Ucranianos   | 7         | 0,7%       | 10        | 0,2%       | -         | -          |
| Kurdos       | -         | -          | 4         | 0,1%       | -         | -          |
| Georgianos   | -         | -          | 2         | 0,1%       | -         | -          |
| Lezguinos    | -         | -          | 1         | 0,1%       |           |            |
| Judíos       | 3         | 0,3%       | -         | -          | -         | -          |
| Otros        | -         | -          | -         | -          | -         | -          |
| Total        | 1063      | 100%       | 6073      | 100%       | 2190      | 100%       |

## Economía

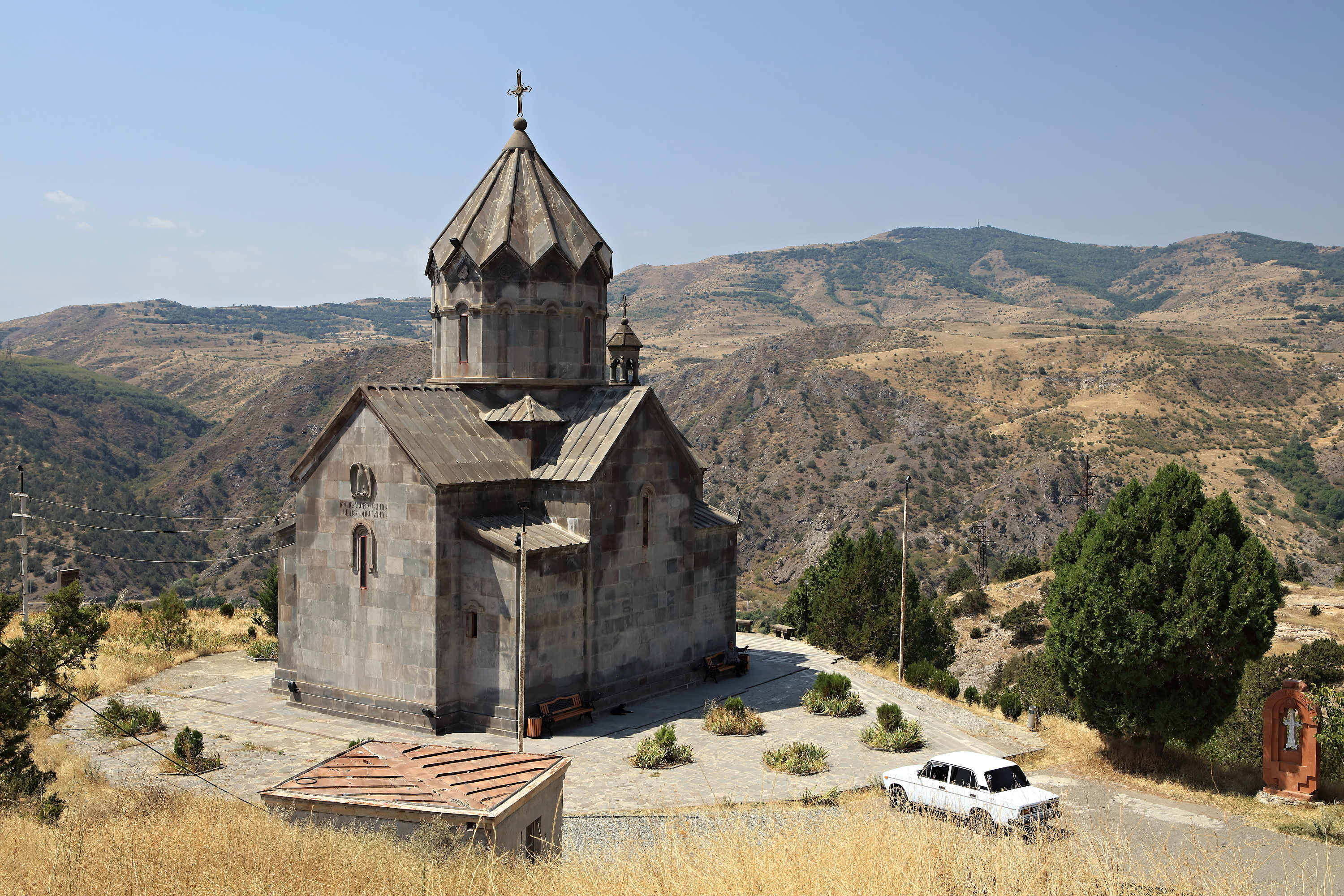
Iglesia de la Santa Ascensión en Lachín

A partir de 2015, la población se dedica principalmente a diferentes instituciones estatales y sectores públicos.

## Infraestructura

### Arquitectura y monumentos
La ciudad cuenta con la iglesia de la Santa Ascensión en Lachín, inaugurada en 1998.

### Cultura
La ciudad cuenta con un edificio municipal, un hospital regional, cuatro clínicas dentales, dos escuelas secundarias, la Escuela de Música Berdzor y la Escuela de Arte y Deportes Berdzor, y un jardín de infancia.

## Galería

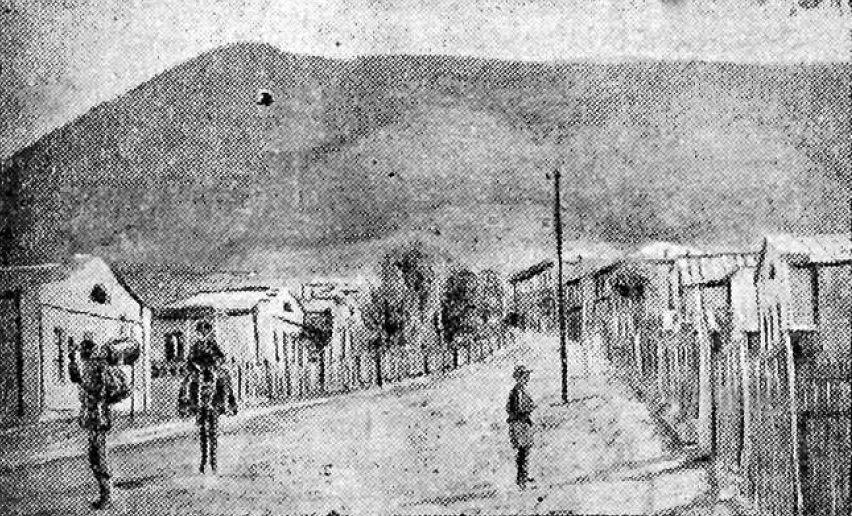
Lachín en 1930
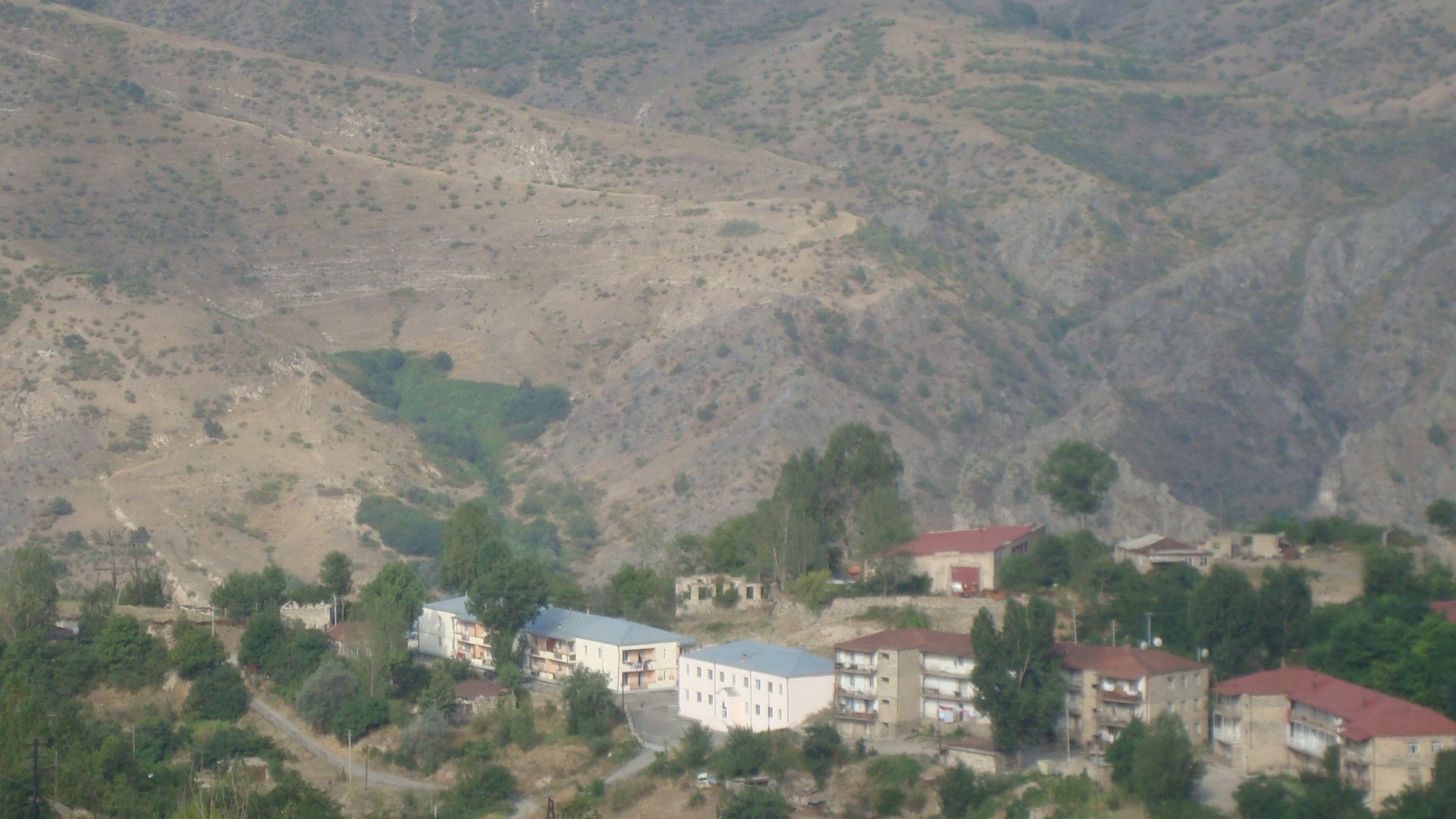
Vista de parte de Lachín
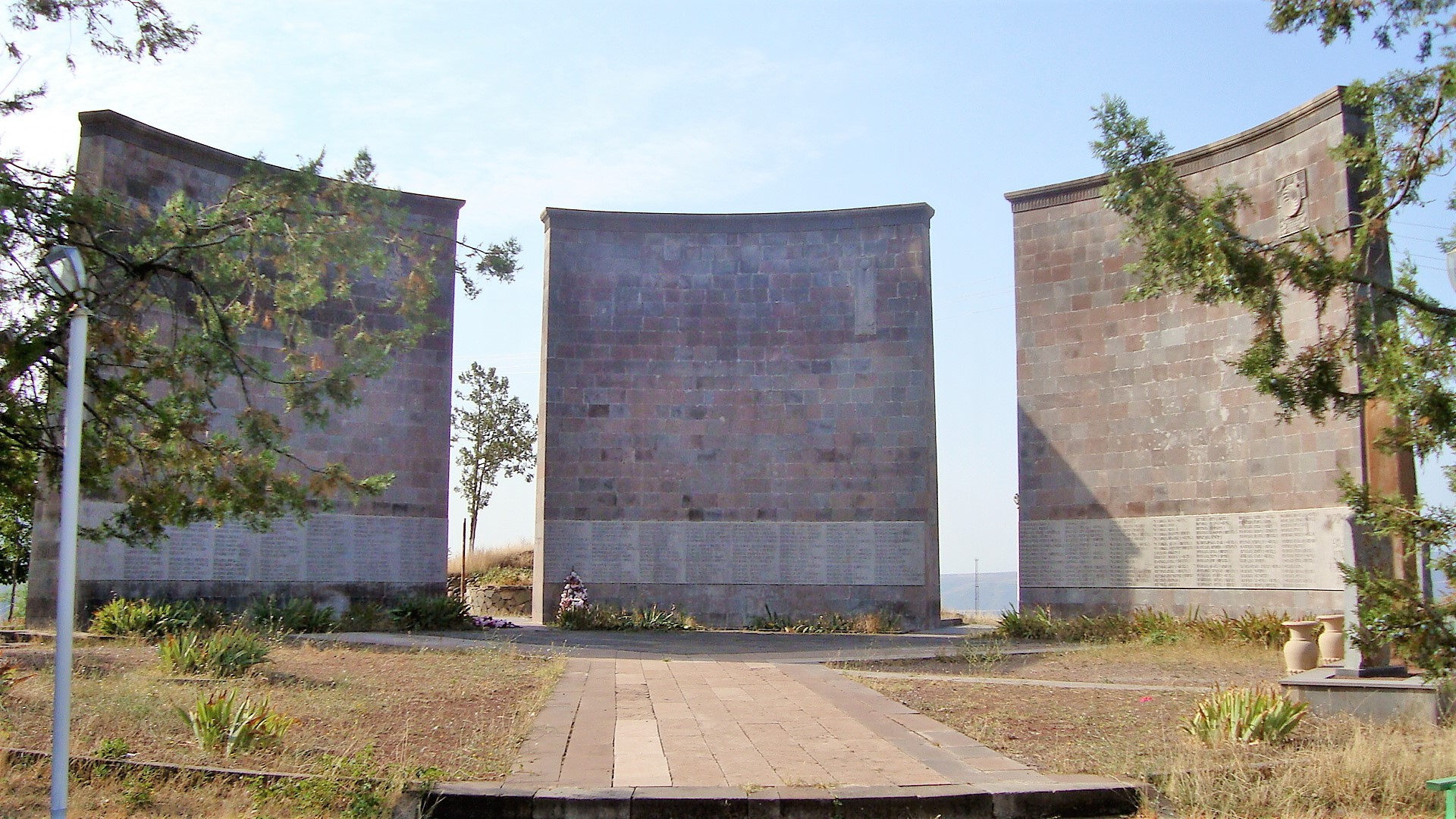
Antiguo memorial de la Segunda Guerra Mundial, transformado en un memorial de la Primera guerra del Alto Karabaj
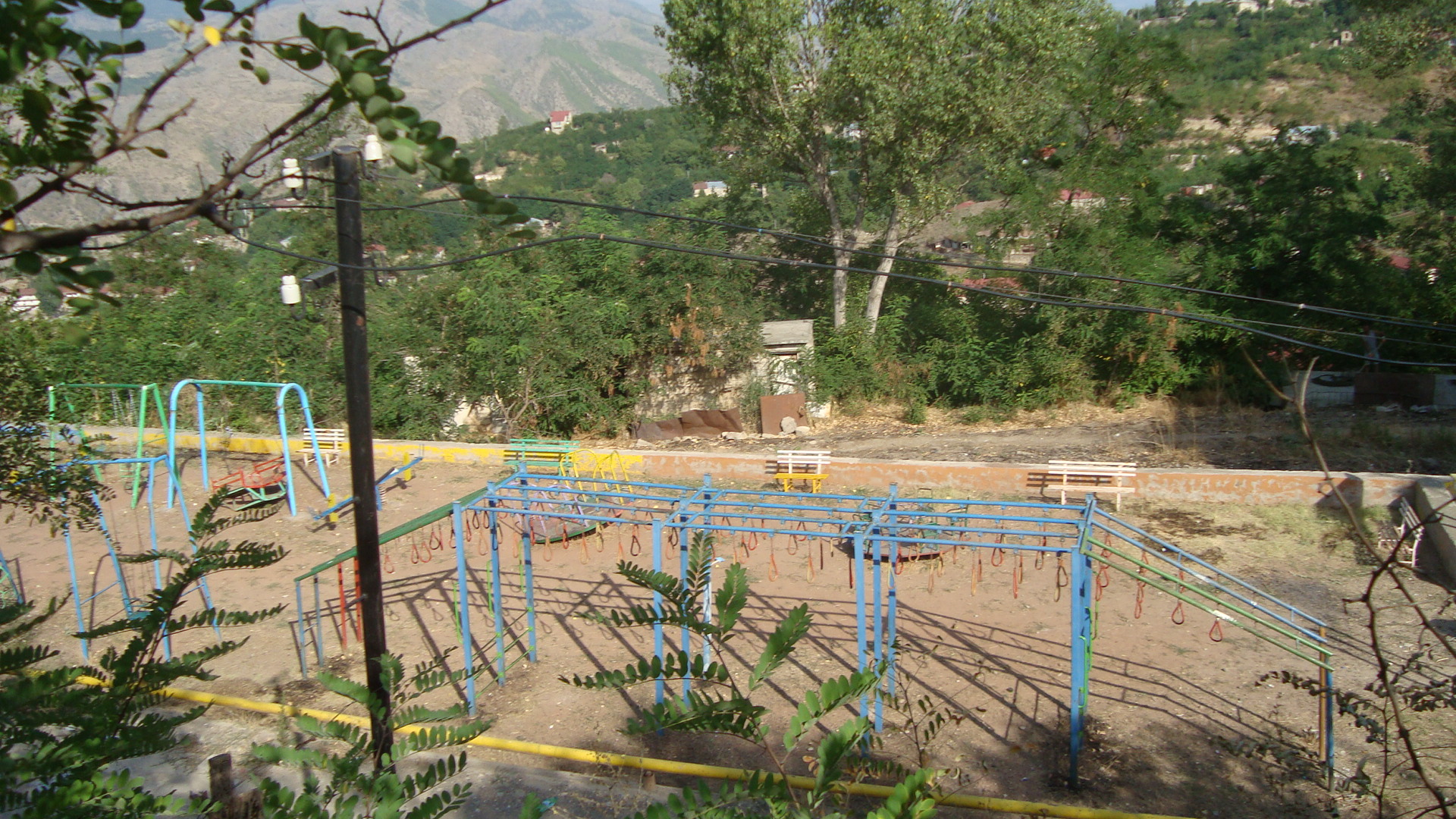
Patio de recreo en la ciudad
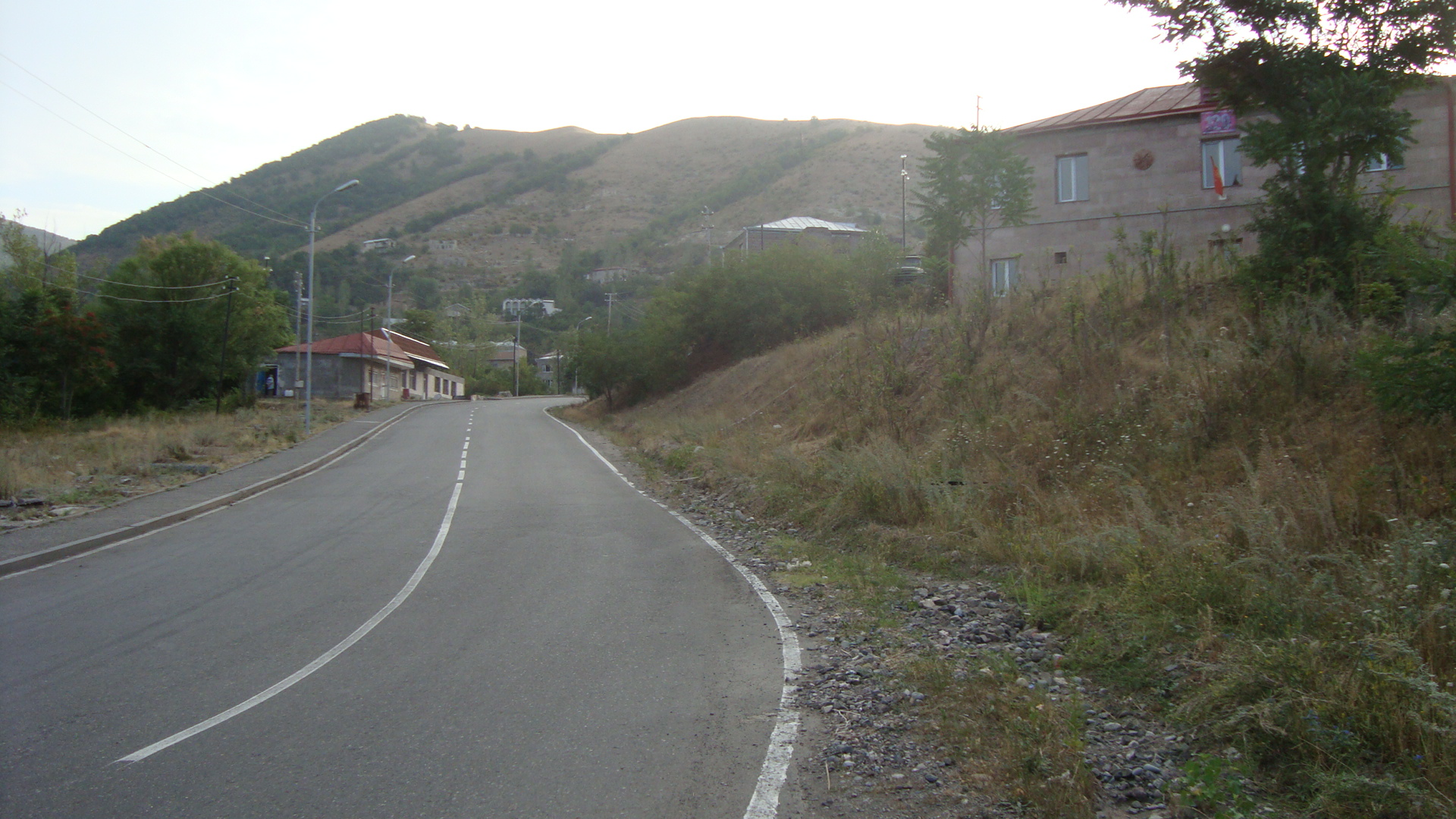
Carretera hacia Lachín
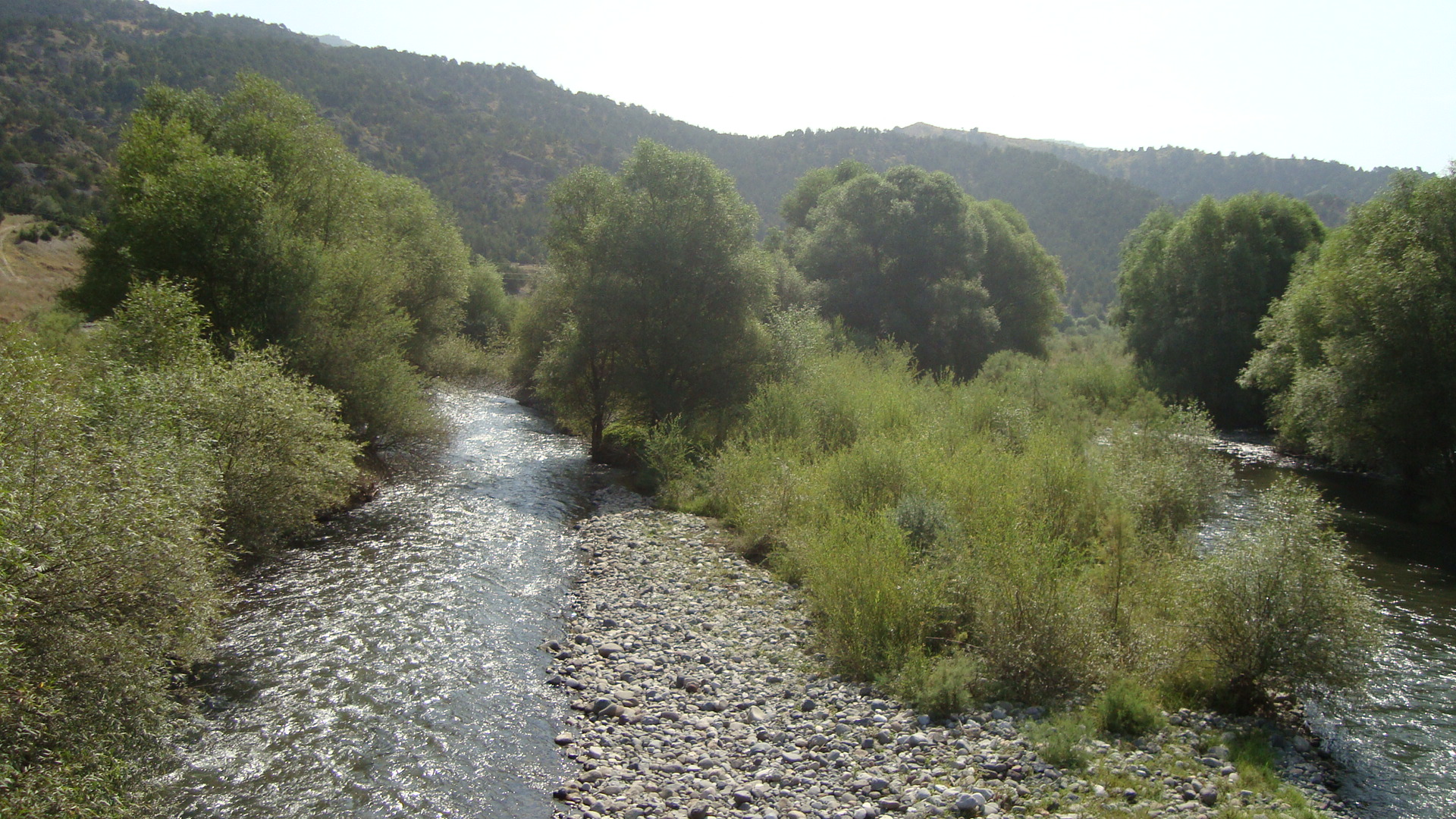
Río Hakari